# Nakaiiy-Kalender
Der Nakaiiy-Kalender (teils auch Nakaiy-Kalender) ist ein Kalender, den das Urvolk der Malediven für die Einteilung von Abständen zeremonieller Anlässe entwickelte. Er besteht aus siebenundzwanzig Abschnitten von dreizehn oder vierzehn Tagen.
Zudem wurde und wird er zur Jahreseinteilung in Abschnitte von 12 Tagen benutzt, in denen auf den Malediven geospezifische Wetterbedingungen  herrschen sollen. Dies ist besonders für Bauern, Fischer und Wassersportler von Bedeutung.
Erstmals wurden die Abschnitte in Meeressteintafeln eingeritzt, dann schließlich mit dessen Erfindung auf Papyrus geschrieben. Mit der Entwicklung neuer Kalender der Wanderer, die diese mit dem ursprünglichen Kalender verbanden, veränderte sich dieser enorm. Aufgrund dessen wurde der Kalender nach vielen Jahren versucht abzuschaffen und auszutauschen. Schließlich wurde der Gregorianische Kalender eingeführt. Nachfahren des maledivischen Urvolks akzeptieren diese Variante heutzutage immer noch nicht und verwenden zeitweise noch den Nakaiiy-Kalender, was es recht schwer macht, sich auf eine Variante zu einigen. Dank der Malediven-Touristen verbreitet sich der Nakaiiy-Kalender immer weiter. In einigen regionalen Wetter-Apps wird Bezug auf den Nakaiy-Kalender genommen.